# 大阪撻一餐
《大阪撻一餐》是一部2004年香港喜劇電影，由羅惠德執導，洪天明和洪金宝主演。孟海在此電影中參演後，直至2014年的《一個人的武林》，未曾在任何電影中出鏡。故事情節在香港及日本兩地發生。

## 角色
- 洪天明 - 执奇
- 黎耀祥 - 米得奇
- 上野未來 - 京子
- 羅家英 - 独眼龙
- 葉蘊儀 - 小美
- 錢嘉樂 - 电视导演
- 孟海 - 警察
- 劉以達 - 職業殺手
- 吳家樂 - 猜猜碰
- 洪金宝 - 周仁奇
- 李璨琛 -
- Martin Zetterlund -

## 評價
有評論把此電影列為邪典電影。評分方面，以10分為滿分，有人給出6.9分，但亦有給予9分高分。

## 外部連結
- 互联网电影数据库（IMDb）上《Osaka Wrestling Restaurant》的资料（英文）